# Лев-Толстовский сельсовет (Липецкая область)
Лев-Толстовский сельсовет — сельское поселение в Лев-Толстовском районе Липецкой области Российской Федерации.
Административный центр — посёлок Лев Толстой.

## История
Статус и границы сельского поселения установлены Законом Липецкой области от 23 сентября 2004 года № 126-ОЗ «Об установлении границ муниципальных образований Липецкой области»

## Население
| 2010  | 2012  | 2013  | 2014  | 2015  | 2016  | 2017  |
| ----- | ----- | ----- | ----- | ----- | ----- | ----- |
| 8650  | ↘8629 | ↘8607 | ↘8579 | ↘8540 | ↘8457 | ↗8516 |
| 2018  | 2021  |       |       |       |       |       |
| ↘8499 | ↗8875 |       |       |       |       |       |

## Состав сельского поселения
| № | Населённый пункт | Тип населённого пункта          | Население |
| - | ---------------- | ------------------------------- | --------- |
| 1 | Лев Толстой      | посёлок, административный центр | ↗8875     |